# 米格-35戰鬥機
米格-35（MiG-35、北約代號：支點-F（Fulcrum-F））是由俄羅斯米格航空器集團所開發生產的多用途戰機，屬於四代半戰鬥機。本機衍生自蘇聯時期開發的Mig-29戰機，可說是集成米格航空器集團所有技術的Mig-29最終升級型，自2019年起進入俄軍服役。

## 概述

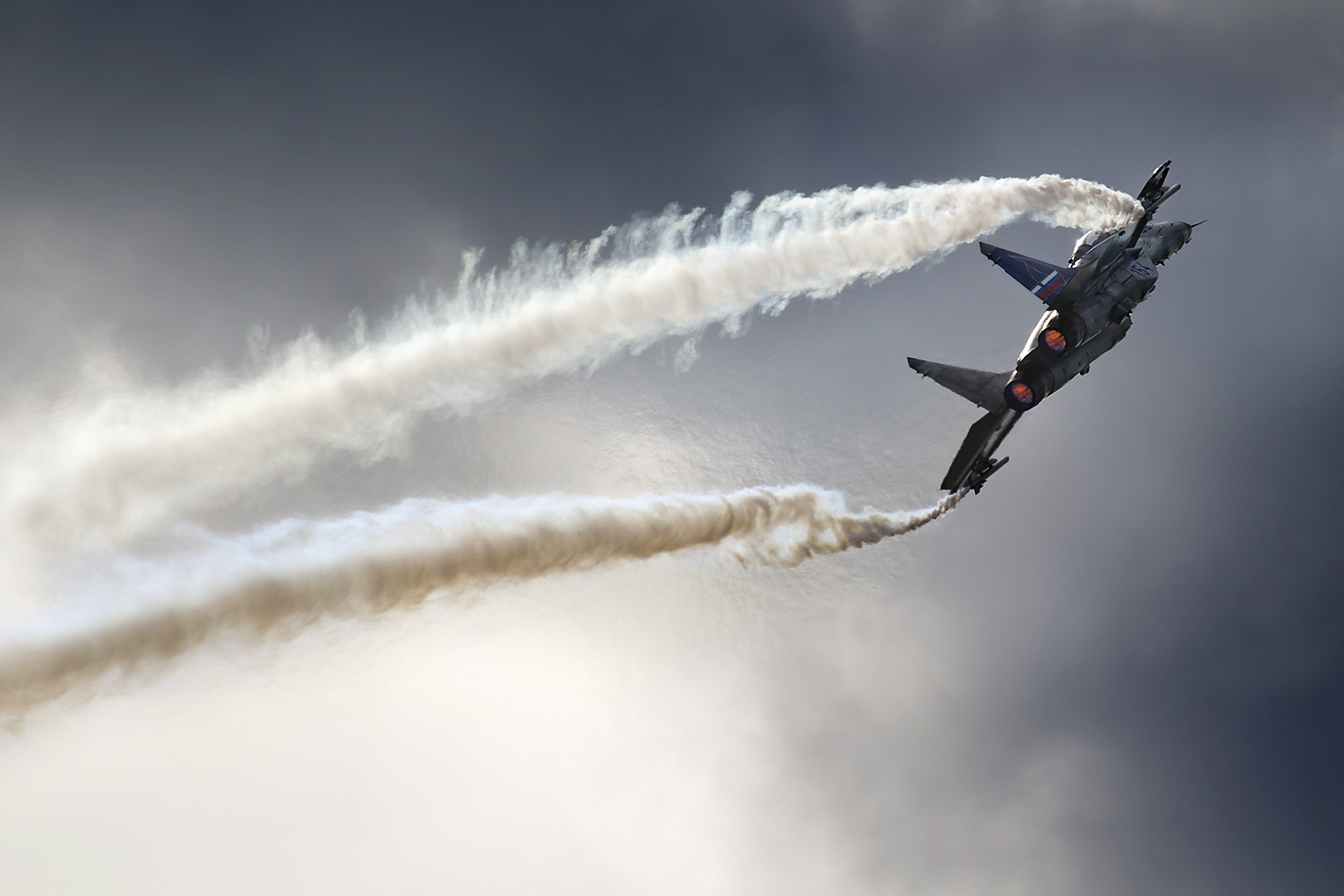
MiG-35的急彎

米格-35計劃於1996年首度公開，以米格-29M2為基礎加裝了新型機翼。同時主翼翼展加大，類似於米格-29K，並使用全新的邊條翼。雖然該機一直停留在紙面上，但米格-MAPO一直宣稱該機高機動性能接近蘇-35。米格-35將采用RD-33改進型號RD-133向量推力發動機（外銷型號：RD-33MK turbofan engines），加力推力提高到98千牛。向量推力的選配，可以提高戰機的機動性，某方面應該也可有助於「短場起降」，減少起飛跑道的距離需求。起落架也有進行結構強化，能在泥質與較差的跑道起飛，可以提高前線機場佈署的能力。作戰系統換裝新型“甲蟲”相控陣雷達，可同時跟蹤24個目標，使用R-77空對空導彈攻擊其中8個目標。機上有10個武器外掛點，具有完善的空地精確打擊能力。機內載油量增加1500千克，航程增大。
該機各方面性能大幅提升，特別是擁有與西方第四代戰鬥機看齊的完善航電，因此不再依賴戰管協助。機上搭載"SOAR"雷達預警系統，可以對於各種地面、空中威脅提出預警，以便駕駛即時反應。另有OLS-K紅外線追蹤系統(IRST)、電戰干擾系統ELT/568(V)2。相關報導指出飛機蒙皮採用了一些匿蹤材料，特別是機身下半球面的部分，用來增加戰場上的生存性。與MiG-29相比，MiG-35裝備了性能和油耗均更為優秀的發動機和空中加油系統，作戰航程亦有所增加。同時增加了外掛架，增加了攜帶炸彈的載重，並且具有更好的飛行機動性。
從外型上看與MiG-29並無明顯差異，若是從駕駛艙看則截然不同，全景式機艙與和蘇霍伊公司研發中的五代機Su-57一樣。MiG-35的駕駛艙配有顯示完整飛行和作戰信息的液晶面板而非傳統的指針式儀表。發動機是由克里莫夫設計局所設計的RD-33OVT，RD-33OVT的噴口可朝任何方向轉動，不僅在正常飛行時可做到，在加力飛行時亦可做到。Mig-35無論是高速還是超低速飛行時，機動性能和可控性能都更為強大。

## 歷史
俄羅斯在2007年於班加羅爾舉辦的印度航空展首次展出MiG-35。
2009年原計畫生產10架原型機，接受各方面測試，最終用於開發的原型機數目為6架。
2013年5月，據有媒體報導稱俄羅斯計劃訂購37架MiG-35，然而，2013年8月俄羅斯國防部報告稱，由於2014 - 2016年預算削減，計劃將推遲到2016年。
2017年1月27日，俄方讓MiG-35公開亮相，並開始接受國家級測試。
2017年7月，在莫斯科國際航空航天展覽會期間，俄羅斯國防部同意購買24架MiG-35，其中6架將汰換雨燕飛行表演隊的米格-29。
2018年8月22日，在國際軍事技術論壇«ARMY-2018»期間，俄羅斯簽署了6架MiG-35的第一份合約。並計劃在2020年簽署第二份14架MiG-35的合約。
2019年6月17日，俄羅斯空軍接收了2架MiG-35S，MiG-35正式服役。
為了反制大量烏克蘭無人機對俄羅斯進行攻擊，俄羅斯空軍把MIG-35部署到莫斯科進行防空任務。

## 型號

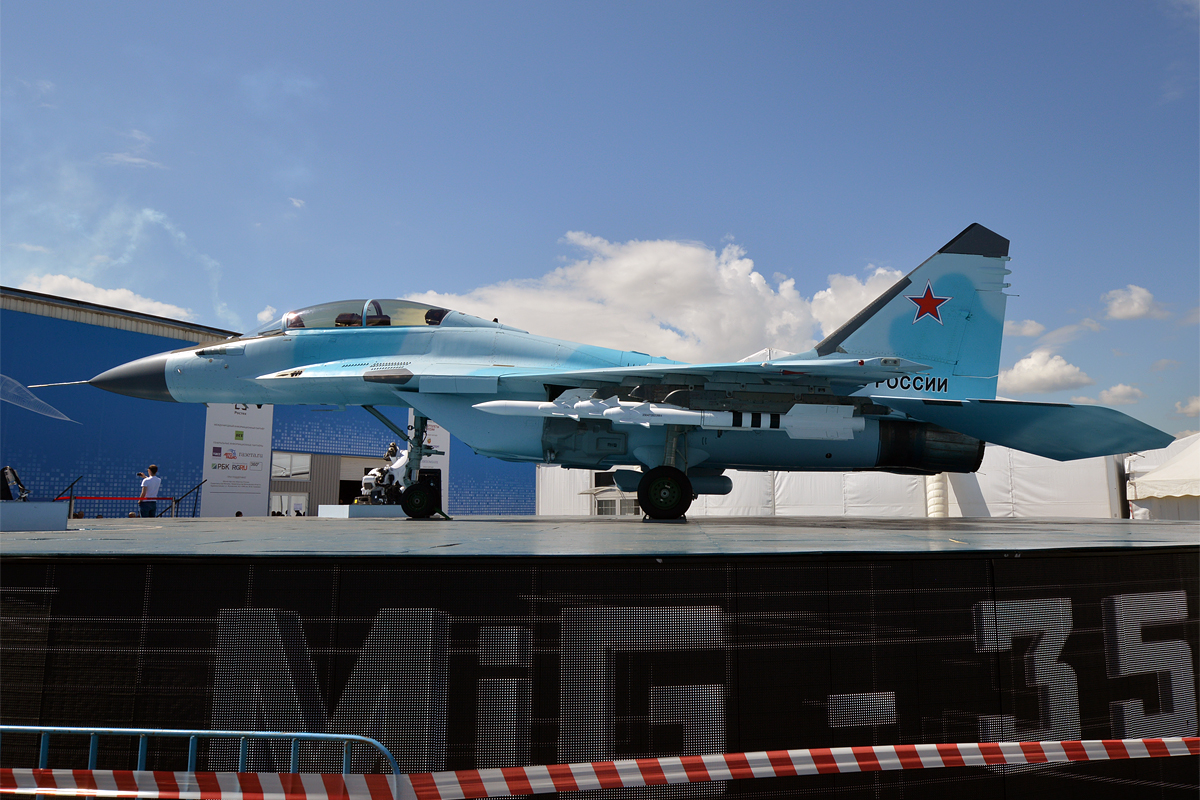
MiG-35UB，攝於2017年莫斯科國際航空航天展覽會

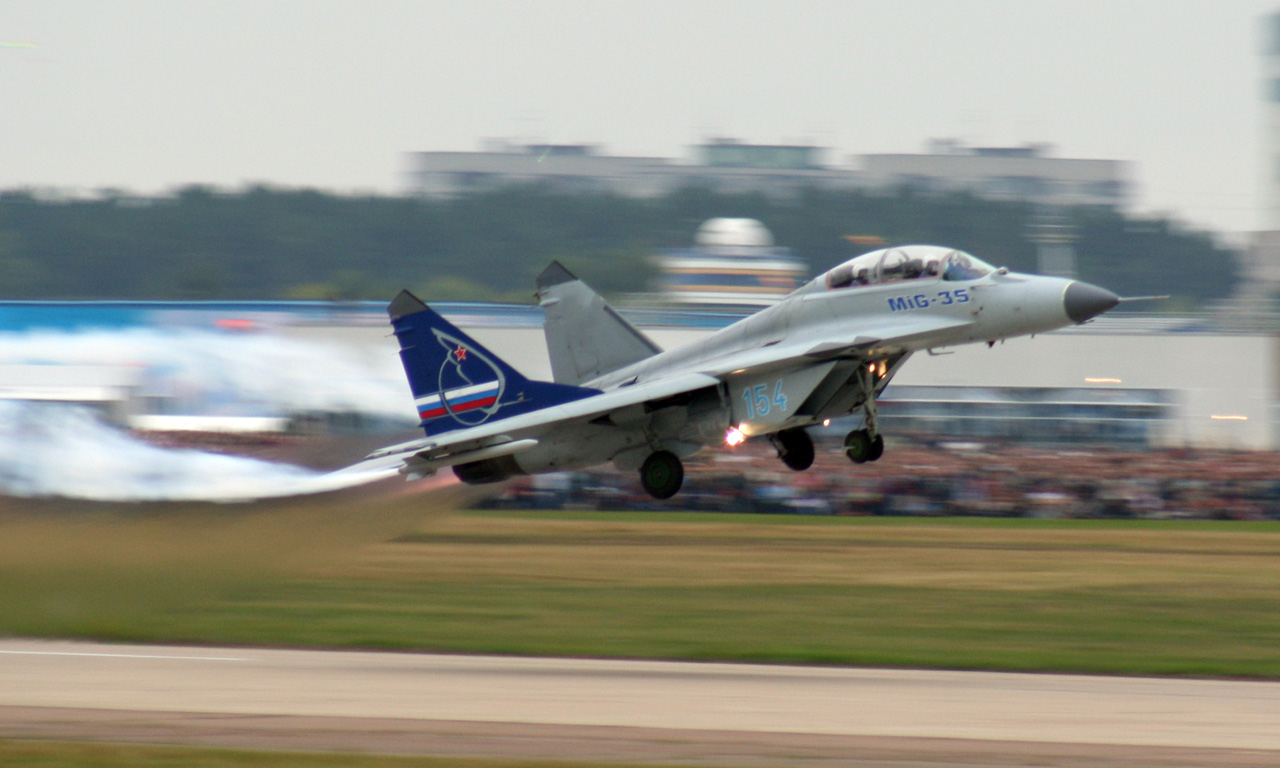
MiG-35D

MIG-35：單座型
MIG-35D：雙座型
MiG-35S：單座系列
MiG-35UB：雙座系列

## 使用國

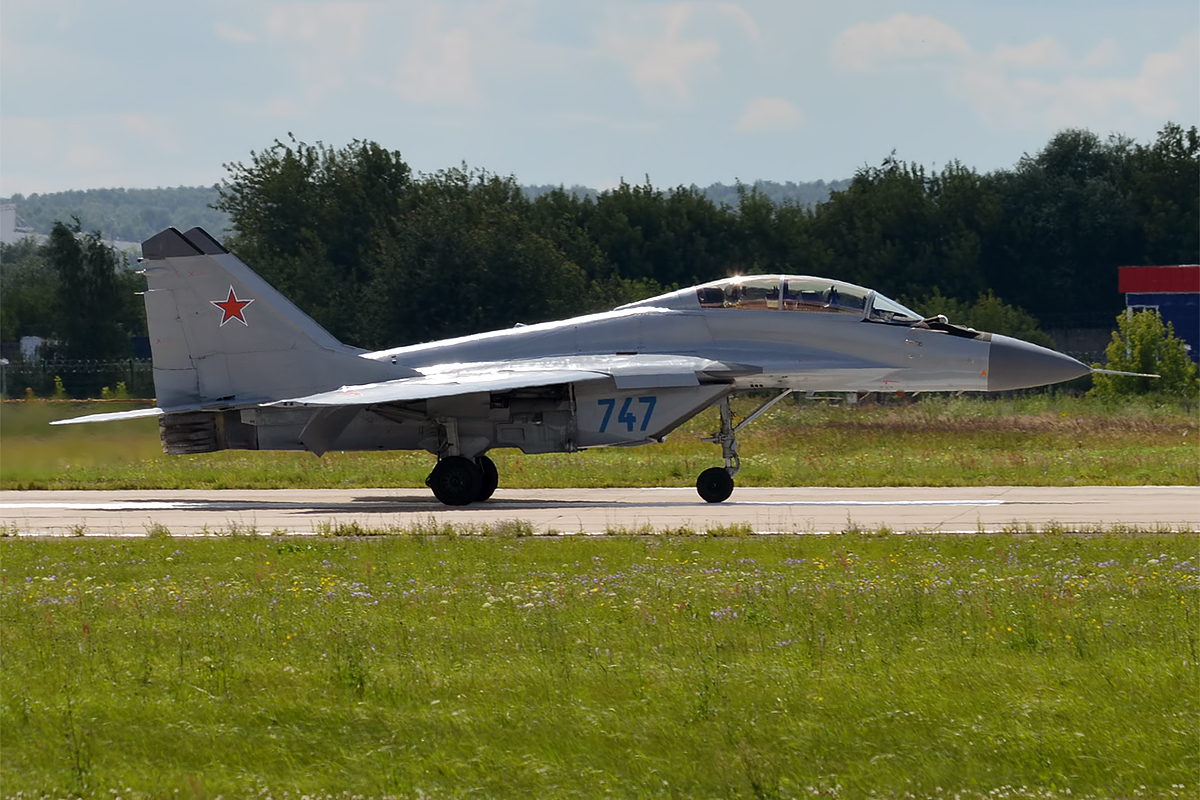
俄羅斯空軍MiG-35D

### 現役
- 俄羅斯
  - 俄羅斯空軍：2015年2月俄羅斯官方宣布未來會把MiG-35列裝空軍，以應對克里米亞危機後西方的圍堵。2017年軍方公佈會採購24架MiG-35，有了訂單後本機得以開始進入量產階段[21]；截至2022年已完成了8架量產型戰機的交付[2]。

### 競標失敗/潛在訂單
- 印度
  - 印度空軍：在2012年126架戰機採購的遴選中MiG-35一度入選，俄方為此改裝了原型機作為展示樣本供印度參考，然而印方宣布會採購36架飆風戰鬥機，參與競爭的F-16、F/A-18E/F、MiG-35、颱風戰鬥機皆告出局。

## 規格
参考资料：Mikoyan MiG-29M2 data, Aero India, deagel.com, ASD-network, and Rian.ru
基本信息
- 机组：1人或 2人

性能
- 推重比：1.03

武器

- 機槍：1× 30 mm GSh-30-1 機砲，150發
- 外挂点：9枚掛載點（8×翼下, 1×中線） 挂载能力6,500 kg外掛油箱或武器，
- 火箭彈：

  - S-8航空火箭彈
  - S-13航空火箭彈
  - S-24航空火箭彈
  - S-25航空火箭彈
  - 無導引或雷射導引火箭
- 飛彈：

  - 空對空飛彈

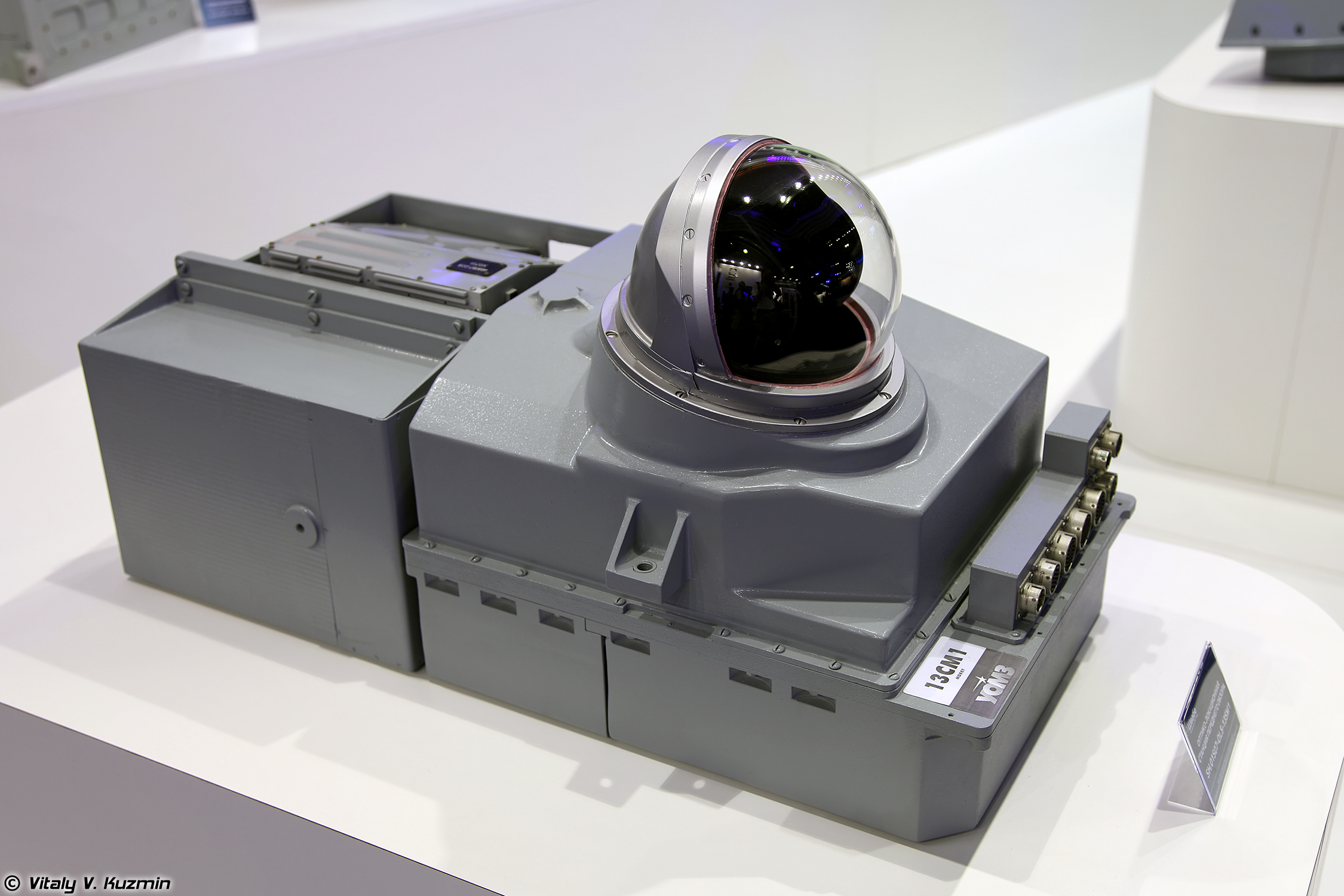
13SM-1前向紅外觀瞄系統

    - AA-10 Alamo: 4× R-27R, R-27T, R-27ER, R-27ET
    - AA-8 Aphid: 4× R-60M
    - AA-11 Archer: 8× R-73E, R-73M, R-74M
    - AA-12 Adder: 8× R-77

  - 反艦飛彈
    - AS-17导弹：4× Kh-31A, Kh-31P
    - Kh-29: 4× Kh-29T, Kh-29L
    - Kh-59: 4× Kh-59
- 炸彈：

  - 導引炸彈
    - KAB-500L: 500 kg雷射導引炸彈
    - KAB-500T: 500 kg電視導引炸彈

  - 傳統炸彈
    - FAB-250: 250 kg炸彈
    - FAB-500: 500 kg炸彈
    - ZAB-500油氣炸彈

航電

- Phazotron Zhuk AE 相位陣列雷達（或其他Zhuk radar系列雷達）[26]
- NII PP光學定位器

## 圖集
2009年莫斯科國際航空航天展覽會展示的MiG-35：

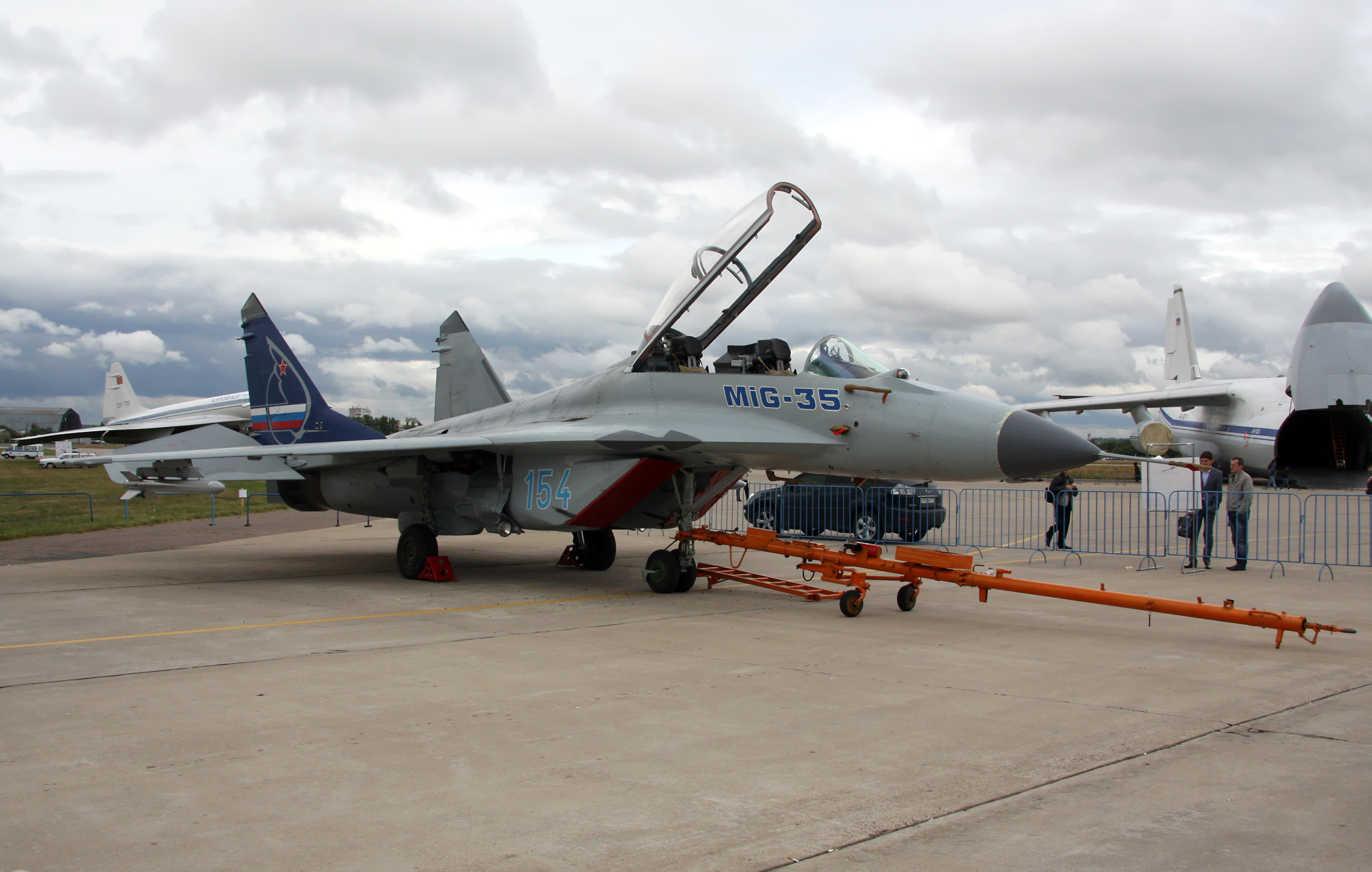
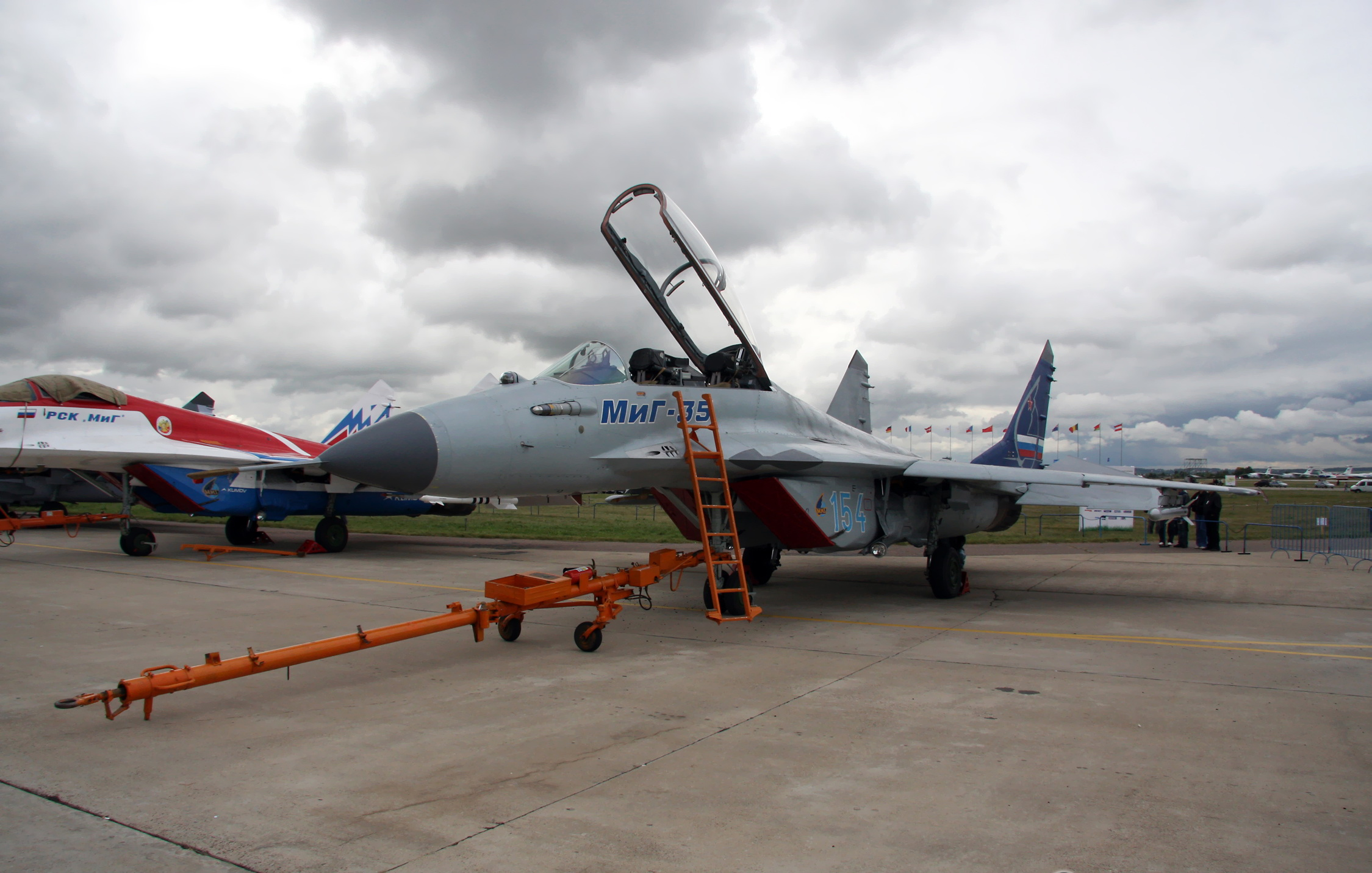
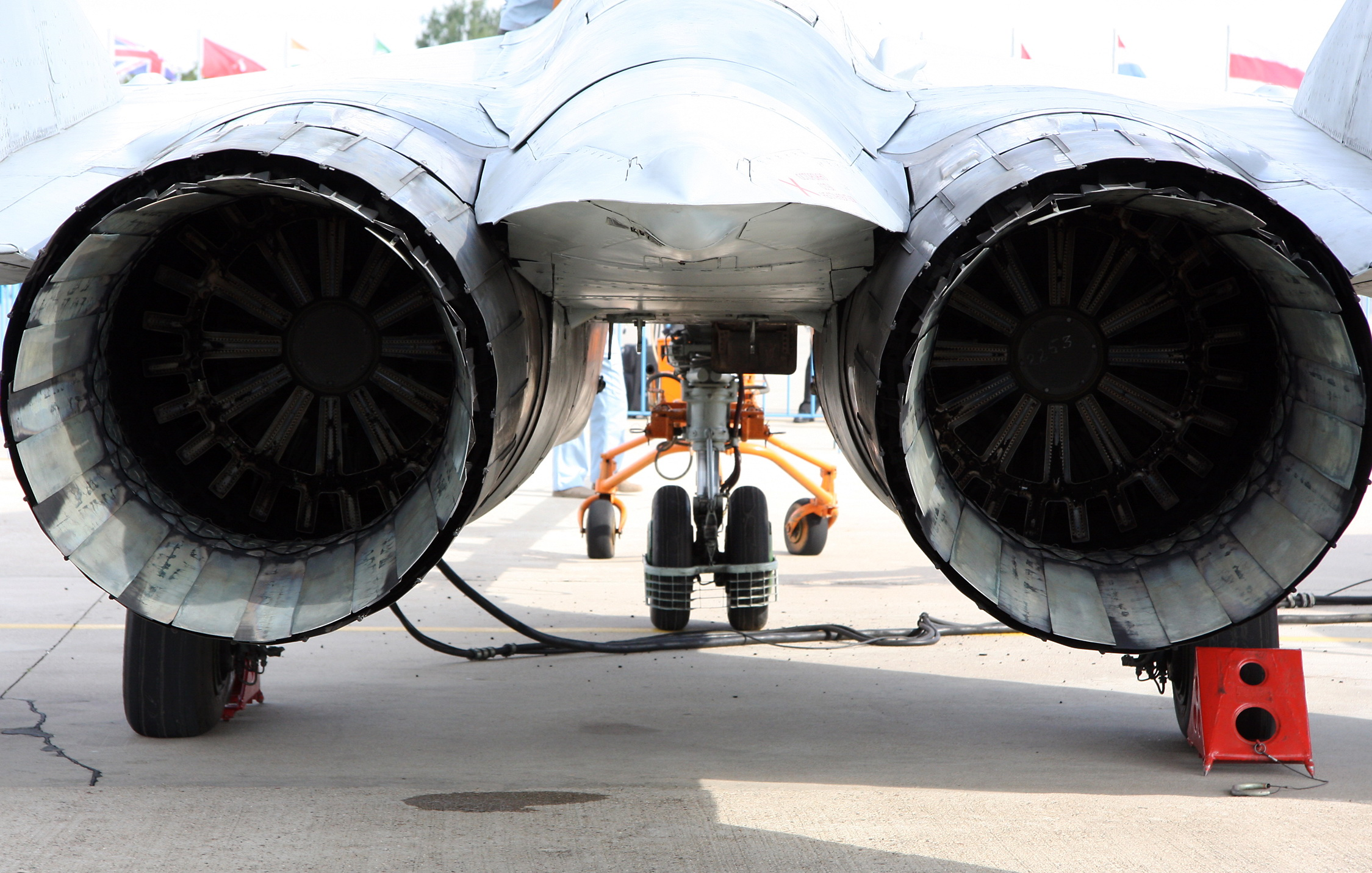
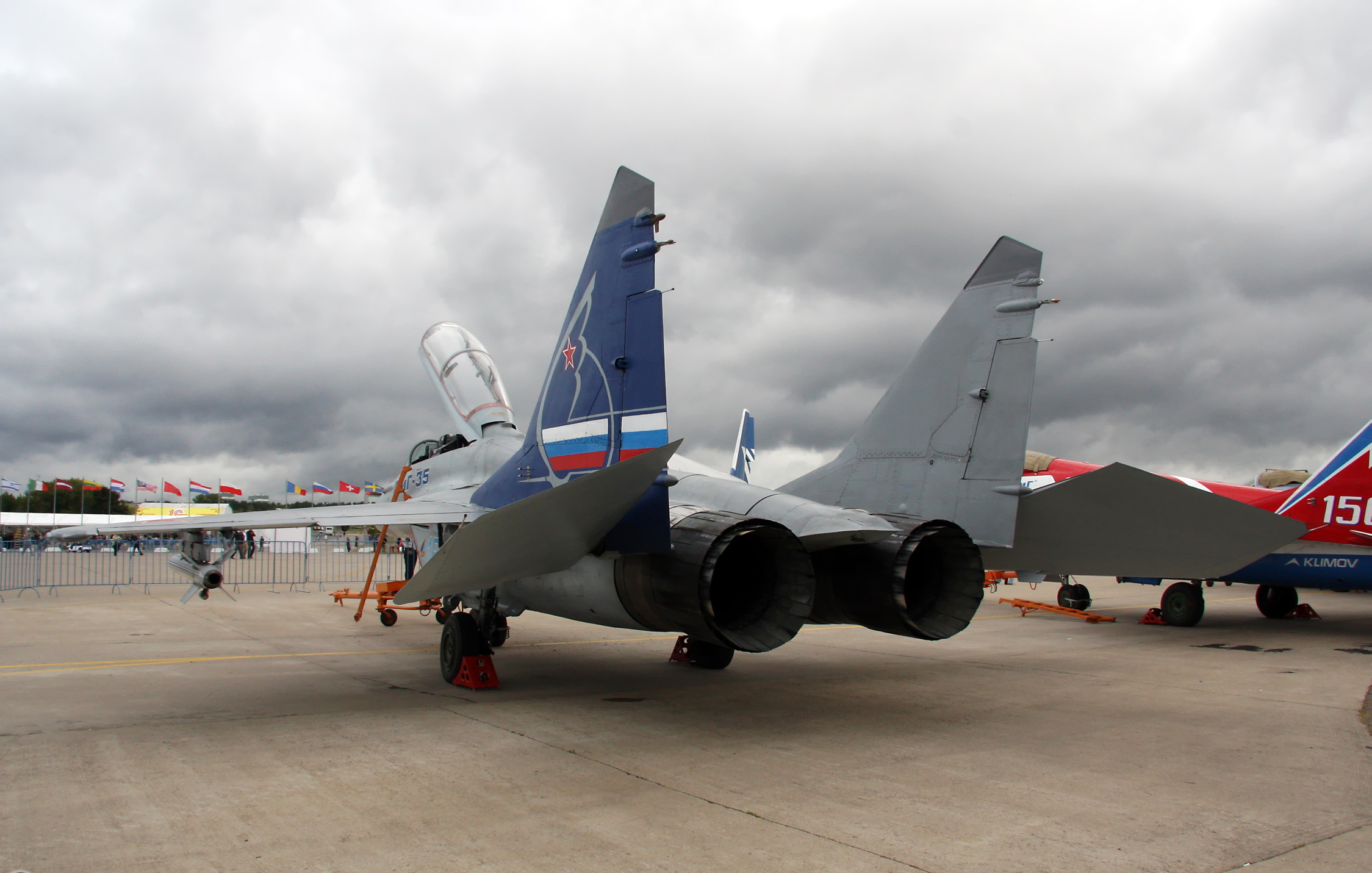
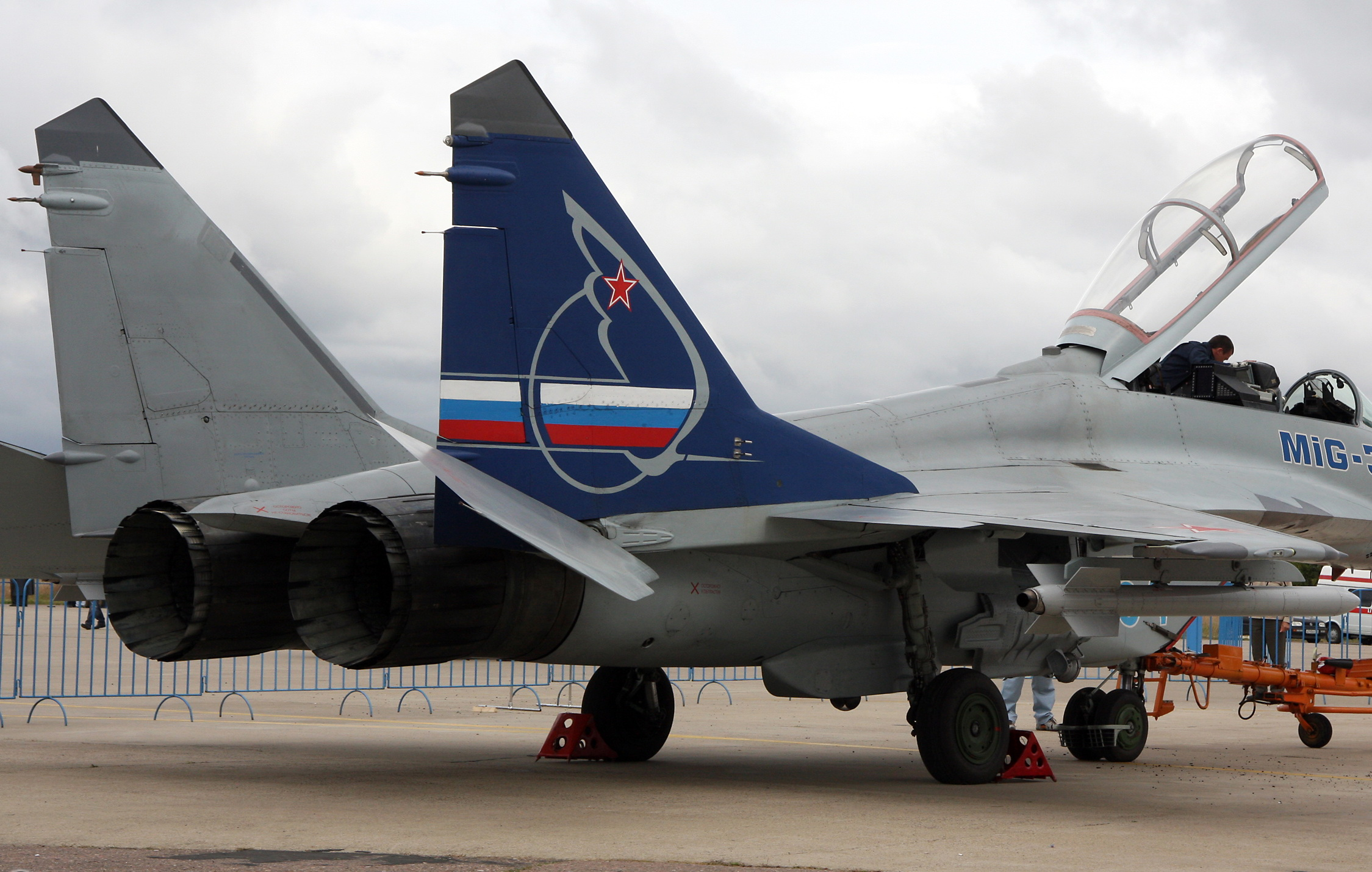

2019年莫斯科國際航空航天展覽會展示的MiG-35：

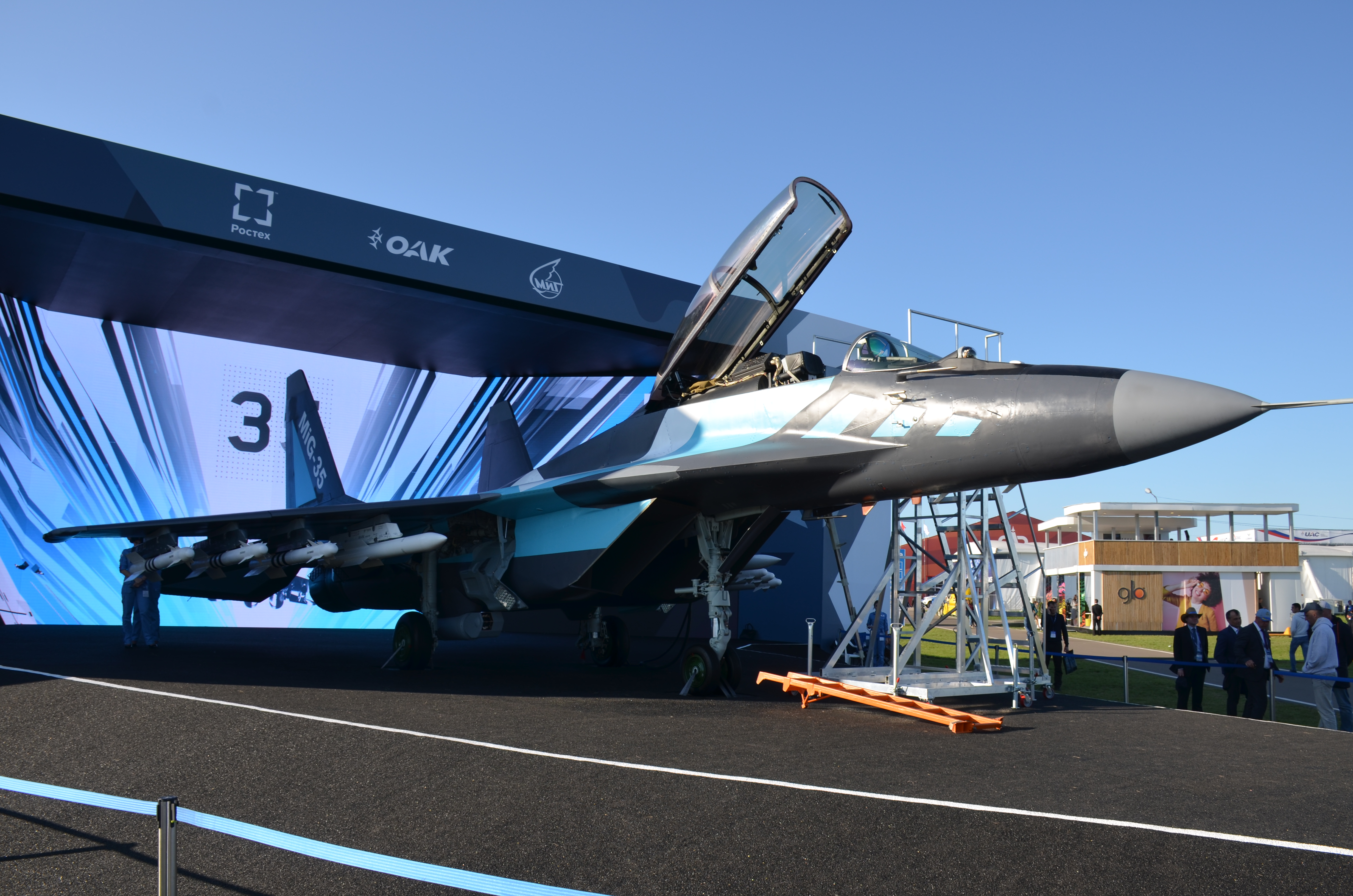
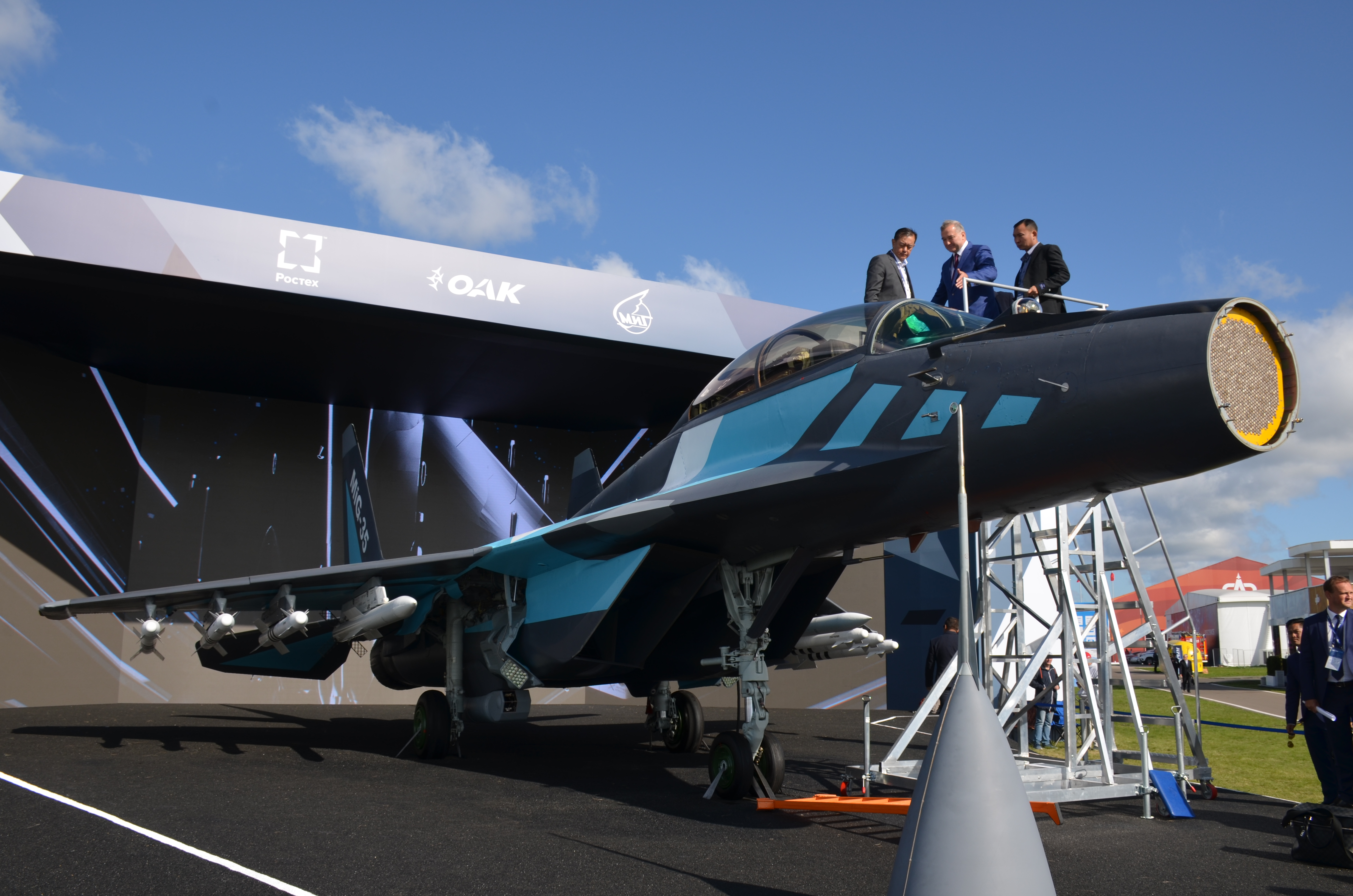
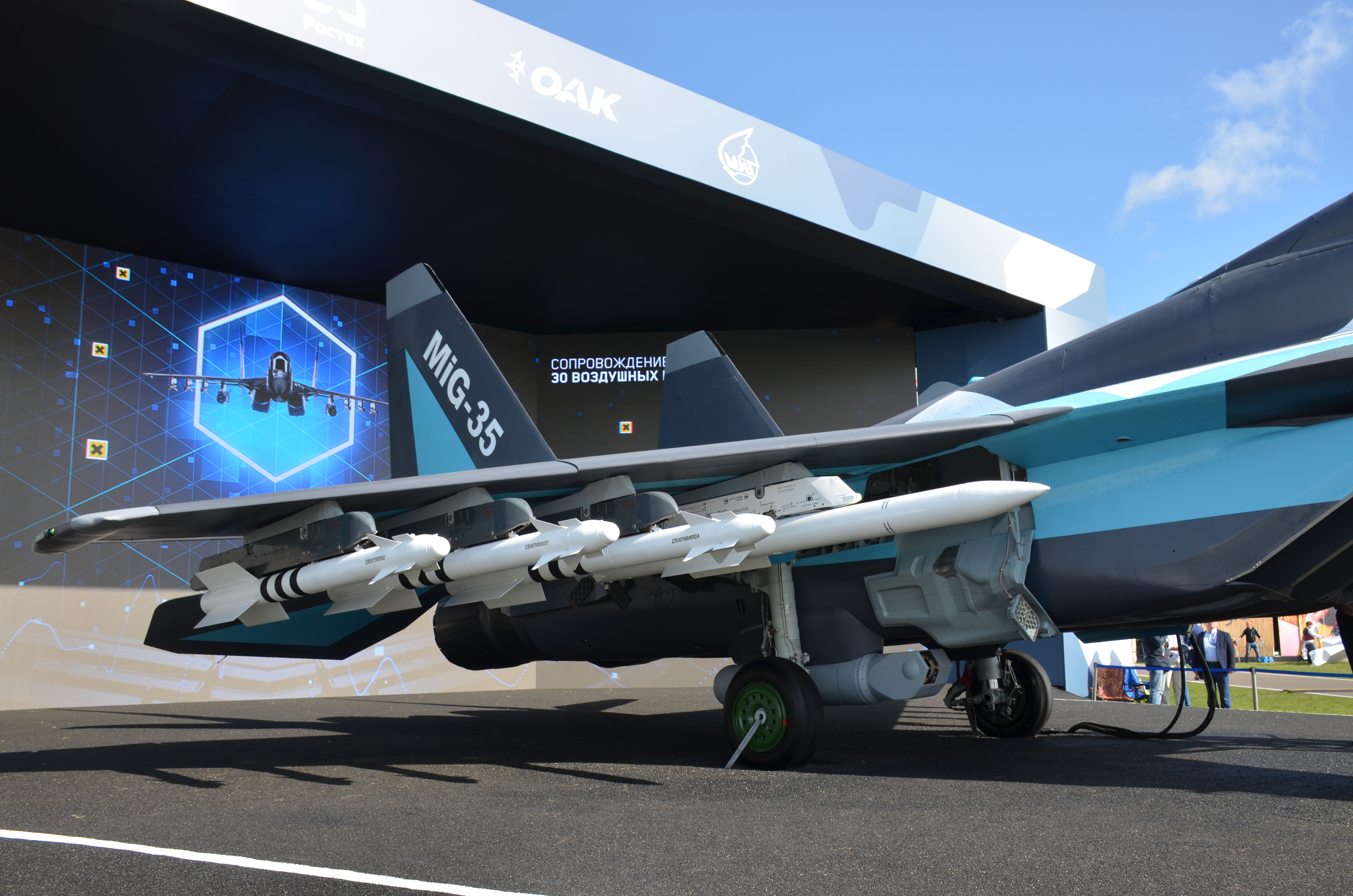
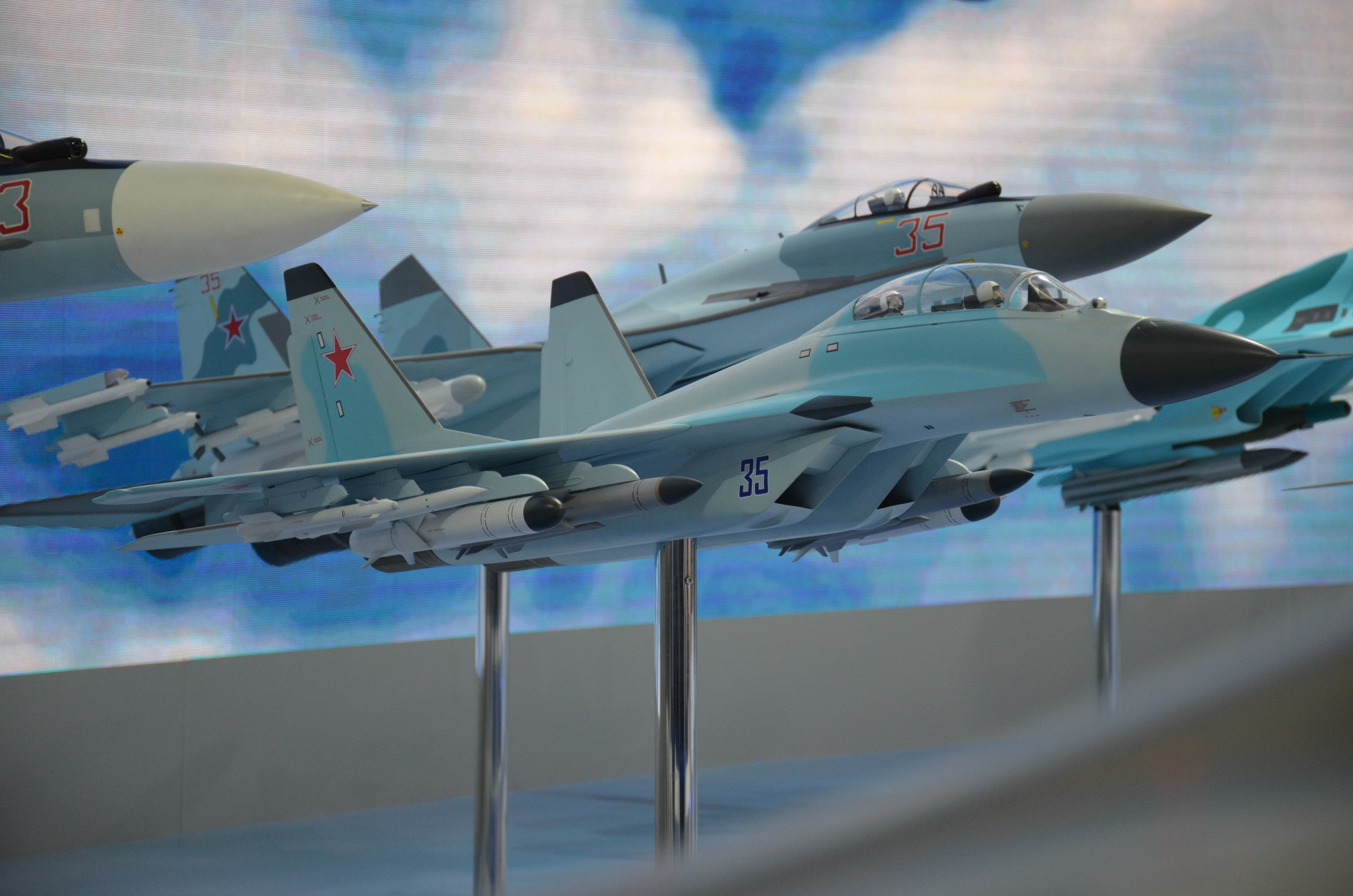

## 外部連結
- 米格官方網頁（英文）
- RAC MiG Corporation page on MiG-35/MiG-35D
- Klimov page on RD-33MK 'Sea Wasp' engine
- Klimov page on OVT Thrust Vectoring Nozzle used on the MiG-29M OVT variant
- "Russia would offer MiG-35 to India", RIA Novosti （页面存档备份，存于）
- Russia sells its latest fighter jets to India （页面存档备份，存于）, RIA Novosti，2007年2月23日